# Violet Constance Jessop
Pour les personnes ayant le même prénom, voir Violet (homonymie) et Jessop.
Violet Constance Jessop (2 octobre 1887-5 mai 1971) est une hôtesse et infirmière britannique. Elle est surtout connue pour avoir survécu aux principaux accidents des trois sister-ships géants de la White Star Line, les navires de la classe Olympic. En effet, elle sert comme hôtesse à bord de l’Olympic quand il heurte le croiseur HMS Hawke le 20 septembre 1911. Elle se trouve également à bord du Titanic lorsqu’il fait naufrage le 15 avril 1912, et sert en tant qu’infirmière volontaire à bord du Britannic lorsqu’il fait naufrage en mer Égée le 21 novembre 1916.
Au total, Violet Jessop sert pendant 44 années en mer, de 1908 à 1952. Durant sa retraite, elle écrit ses mémoires et donne, lors de la sortie du film Atlantique, latitude 41°, une interview au Woman Magazine.

## Biographie

### Jeunesse
Violet Jessop naît le 2 octobre 1887 à Buenos Aires, en Argentine et grandit près de Bahía Blanca. Ses parents sont d’origine irlandaise, et elle est l’aînée de neuf enfants, dont six seulement survivent à leurs premières années. Son père, William Jessop, est éleveur de moutons. Dans son enfance, Violet Jessop est atteinte de tuberculose.  Malgré l’avis des médecins qui prévoient le pire, elle survit. Elle a pu le faire en partie de cette façon : elle ne parlait plus du tout, mais écrivait ce qu’elle voulait dire dans un bloc-notes, ce qui a permis d’économiser sa voix et sa gorge fragiles pour se rétablir et sortir indemne de cette maladie. 
En 1903, la famille s’installe en Angleterre à la suite de la mort de William Jessop. La mère de Violet devient hôtesse à bord des paquebots de la Royal Mail Steam Packet Company, tandis que ses quatre frères sont placés dans un orphelinat. La jeune fille doit pour sa part s’occuper de sa sœur cadette, et toutes deux sont rapidement envoyées dans un couvent où elles poursuivent leurs études.
Lorsque la santé de sa mère empire, Violet doit se résigner à abandonner ses études et à devenir elle-même hôtesse en mer.

### Début de carrière

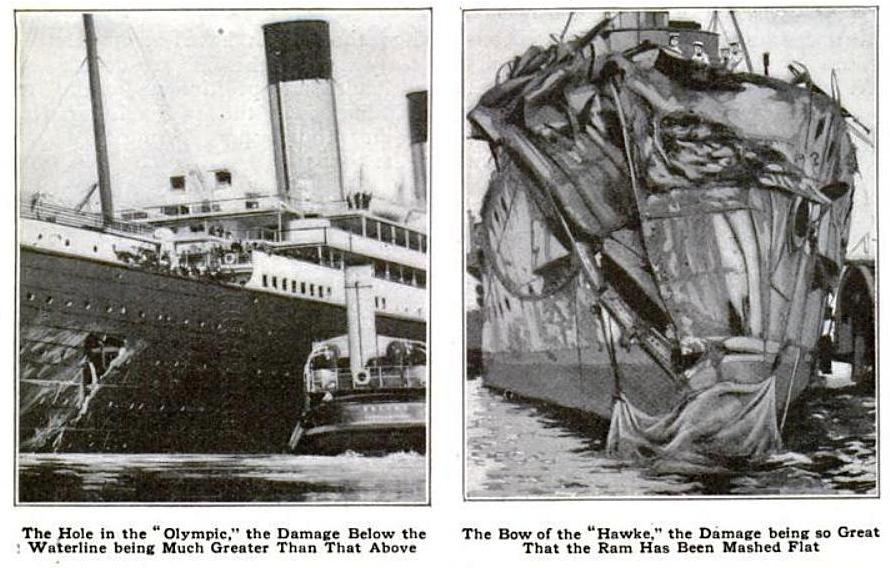
Violet Jessop était en service à bord de l’Olympic lors de sa collision avec le croiseur Hawke.

Violet Jessop s’engage donc en 1908 au service de la Royal Mail à bord de l’Orinoco. Elle a cependant du mal à trouver des employeurs, à cause de sa jeunesse, et de sa beauté, susceptible de lui attirer des ennuis auprès des passagers et de l’équipage. Elle-même rapporte qu’au cours d’une traversée, elle a fait l’objet de trois demandes en mariage.
Elle ne se montre pas particulièrement attirée par l’idée de travailler pour la prestigieuse White Star Line, bien qu’elle dise dans ses mémoires n’avoir « entendu que du bien » de la compagnie. Elle s’engage finalement à son service en 1910 à bord du Majestic, pour 17 heures de travail quotidiennes.
En 1911, elle est affectée au prestigieux paquebot Olympic, récent navire de la compagnie. Elle déclare à son propos que « jamais, ni avant, ni après, des matériaux d’une qualité si parfaite n’ont été utilisés pour décorer un navire ». Elle se trouve à bord lorsque le paquebot heurte le croiseur Hawke dans le port de Southampton le 20 septembre 1911. Ceci envoie le navire en réparation pour quelques mois.

### LeTitanic

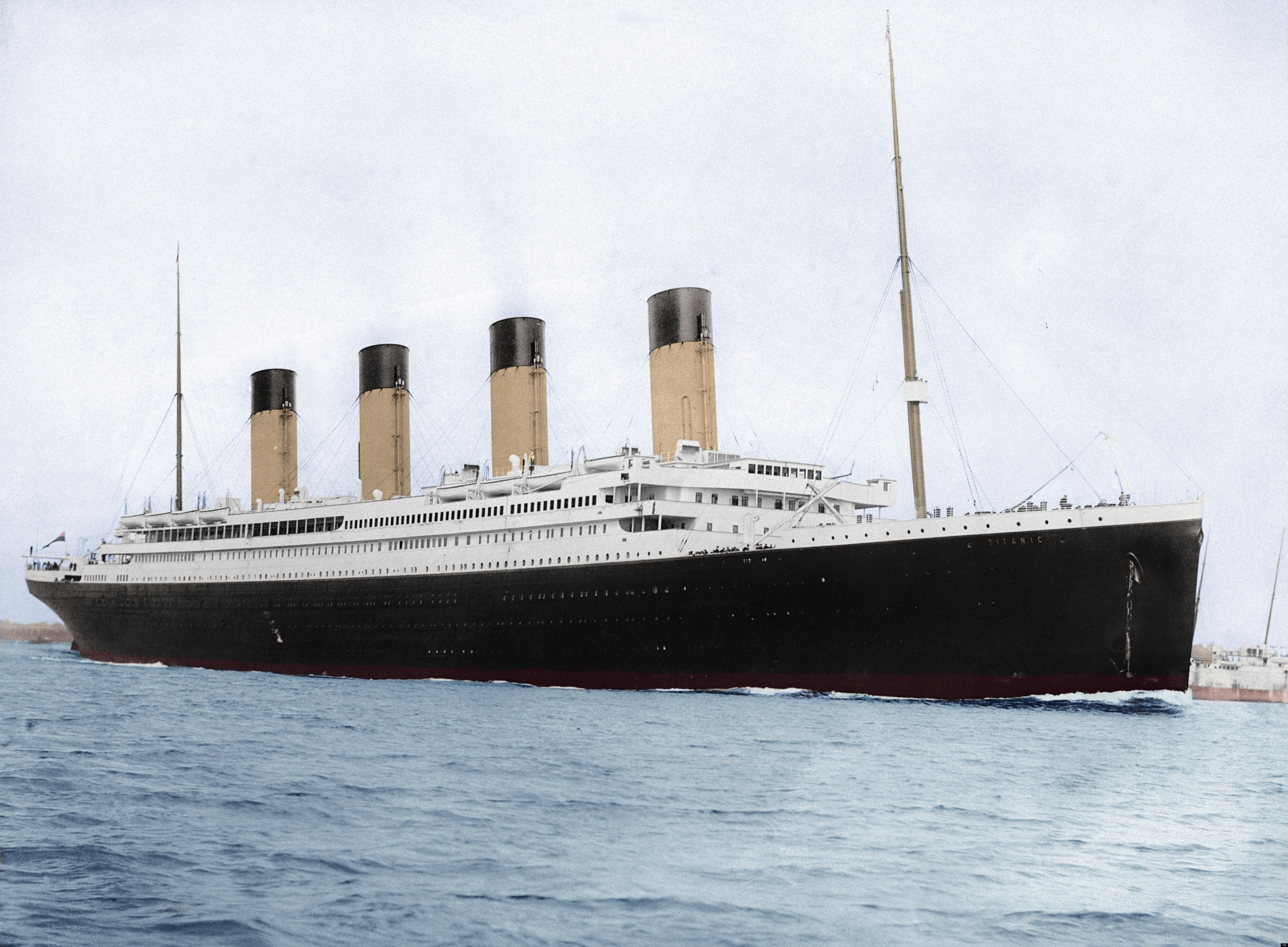
En 1912, Jessop sert durant l’unique traversée du Titanic.

Lorsque l’Olympic revient en service, Violet Jessop continue à servir à son bord. En avril 1912 est mis en service son sister-ship, le Titanic. Ses amis la persuadent de s’y engager. Le départ a lieu le 10 avril 1912. De la traversée, elle se souvient surtout que l’architecte naval Thomas Andrews, concepteur du navire très apprécié de l’équipage, était toujours prêt à prendre en compte leurs remarques et à leur parler. Elle se lie également d’amitié avec l’un des membres de l’orchestre, John Hume. En tant qu’hôtesse, sa tâche consiste à se tenir au service des passagers de première classe.
Le 14 avril vers 23 h 40, le paquebot heurte un iceberg. Jessop et une de ses collègues qui partagent une cabine sur le pont E sont réveillées par un « bruit de grattement sourd » et se disent que « quelque chose a dû se passer ». Le navire commençant à couler, les hôtesses et stewards sont envoyés réveiller les passagers et leur demander de monter sur le pont des embarcations. Un collègue de Jessop frappe à sa porte un peu avant minuit et quart, demandant aux occupantes : « Vous savez que le navire est en train de couler ? » Jessop explique ainsi son état d’esprit sur le moment : 

« Mon esprit... ne pouvait accepter le fait que cette création si parfaite était sur le point de faire quelque chose d'aussi futile que de couler. »

Jessop se retrouve ensuite à l’arrière du pont supérieur, où elle assiste au chargement des canots. Elle-même embarque dans le canot no 16 avec plusieurs autres hôtesses. Le sixième officier, James Moody, l’aide à embarquer et lui tend un bébé. Jessop tient celui-ci contre elle jusqu’à ce qu’une femme le lui reprenne à bord du Carpathia, une fois les naufragés récupérés. Il est vraisemblable que la mère l’avait posé sur le pont du Titanic le temps de chercher quelque chose, et que dans l’intervalle, le bébé avait été embarqué dans le canot.

### Première Guerre mondiale
Après le naufrage, Violet Jessop retourne travailler pour la White Star Line. Elle recommence à travailler sur l’Olympic après la refonte de celui-ci. Après le début de la Première Guerre mondiale, le navire continue son service commercial, dans un premier temps. En octobre 1914, il vient au secours du cuirassé Audacious qui a heurté une mine. Jessop se trouve à bord et assiste au transfert des naufragés à bord du paquebot. Elle écrit dans ses mémoires que ceux-ci étaient émerveillés devant la qualité des installations du navire.
Le conflit gagnant en ampleur, le transport de passagers par voie maritime se raréfie. Jessop s’engage donc comme infirmière au service de la Croix-Rouge britannique. En novembre 1916, elle est envoyée en mission sur le front d’Orient à bord du Britannic, troisième navire de la classe Olympic, converti en navire-hôpital.
Le 21 novembre 1916, le navire se trouve en Méditerranée au large de la Grèce lorsqu’une explosion se fait sentir tôt dans la matinée. Jessop prend son petit-déjeuner avec le personnel soignant et note un « grognement sourd » et un tremblement qui parcourt le navire de la proue à la poupe. L’origine de l’explosion est inconnue, bien que la thèse officielle soit le heurt d’une mine. Rapidement, les passagers se préparent à évacuer le navire et partent chercher leurs biens. Jessop récupère pour sa part sa brosse à dents, expliquant dans ses mémoires que cela lui avait particulièrement manqué après le naufrage du Titanic.
Elle embarque dans un canot de bâbord qui est descendu avec difficulté à cause de la gîte prise par le navire. Une fois que le canot touche l’eau, ses malheurs ne sont pas terminés pour autant, puisque le commandant a laissé tourner les hélices pour tenter d’échouer le navire sur une île proche. De fait, l’hélice bâbord du navire attire inexorablement le canot dont les occupants sautent les uns après les autres pour sauver leur vie. Jessop se retrouve peu à peu isolée avant de sauter elle-même à l’eau. Après s’être débattue quelques minutes, elle se cogne la tête contre la quille d’une embarcation, et est finalement sauvée. Du canot où elle se trouve, elle assiste aux derniers instants du navire. Elle est finalement récupérée par le Foxhound, puis transférée sur le Duncan avant d’être hébergée dans un hôtel du Pirée, puis de rentrer au Royaume-Uni.
Des années plus tard, en consultant un médecin pour des maux de tête, Jessop apprend qu’elle souffre de multiples fractures du crâne à la suite de son expérience du naufrage.

### Fin de carrière et mort

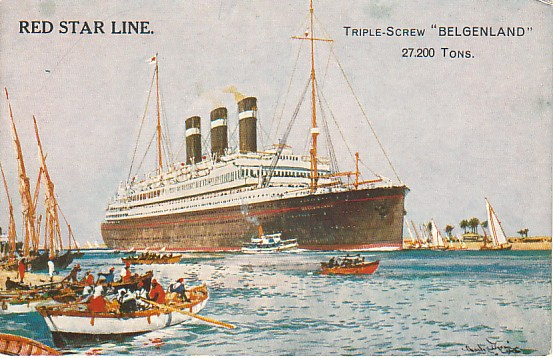
Après la guerre, Jessop sert en particulier à bord du Belgenland de la Red Star Line.

Après la guerre, elle travaille à terre jusqu’en 1920 avant de retrouver son travail à bord de l’Olympic, pendant deux ans, puis du Majestic à bord duquel elle fait 36 traversées entre 1923 et 1935. Durant cette période, elle aide, comme la plupart des membres d’équipage de ces navires, les passagers américains bravant la Prohibition à débarquer leur alcool, ce qu’elle décrit comme une « tâche quotidienne » à l’époque. En parallèle à la White Star Line, par intermittence, Jessop sert la Red Star Line à bord du Belgenland et du Westernland. Après la disparition de la White Star et l’envoi à la casse de l’Olympic en 1935, Jessop retourne à sa compagnie d’origine, la Royal Mail Line et sert à bord de l’Alcantara.
Lorsqu'éclate la Seconde Guerre mondiale, Jessop retourne travailler à terre. Elle se marie également, mais le couple divorce rapidement sans avoir eu d’enfant. En 1948, elle retrouve la mer et sert pour deux ans à bord du Andes de la Royal Mail Line, puis prend définitivement sa retraite, à l’âge de 63 ans.
Durant sa retraite, Jessop vit en jardinant et rédige ses mémoires. En 1958 sort le film Atlantique, latitude 41°, consacré au naufrage du Titanic, et Jessop donne une interview au Woman Magazine, dans laquelle elle réfute certaines positions prises par le film, notamment sur la façon dont ont été traités les passagers de troisième classe. En 1971, elle meurt d’une broncho-pneumonie.